# Phanoderma speculum
Phanoderma speculum är en rundmaskart som beskrevs av Stekhoven och Mawson 1955. Phanoderma speculum ingår i släktet Phanoderma och familjen Phanodermatidae. Inga underarter finns listade i Catalogue of Life.